# L.A. (Light Album)
| Recensione                    | Giudizio |
| ----------------------------- | -------- |
| AllMusic                      | [ 1 ]    |
| Blender                       | [ 2 ]    |
| Christgau's Record Guide      | C+       |
| Encyclopedia of Popular Music | [ 4 ]    |

L.A. (Light Album), pubblicato nel 1979, è il ventitreesimo album in studio del gruppo musicale statunitense The Beach Boys, l'ultimo loro album pubblicato negli anni settanta, ed il primo LP pubblicato per la nuova etichetta discografica CBS Records.
Co-prodotto da James William Guercio, patron della Caribou Records, e dai Beach Boys con Bruce Johnston, che aveva lasciato la band all'inizio del 1972. Johnston venne richiamato nel gruppo per occuparsi della produzione del nuovo album, quando fu chiaro che Brian Wilson non era in grado di occupare il ruolo di produttore. Da allora Johnston rientrò ufficialmente come membro dei Beach Boys.
Il disco raggiunse la posizione numero 100 in classifica negli Stati Uniti durante una permanenza in classifica di tredici settimane, e la posizione numero 32 in Gran Bretagna.
L.A. (Light Album) è stato ristampato in versione CD in abbinamento con M.I.U. Album.

## Descrizione
Nonostante il nuovo contratto da 8 milioni di dollari stipulato dal gruppo con la CBS Records prevedesse che Brian Wilson avrebbe dovuto scrivere e produrre il 70% dei brani sul nuovo album, il suo contributo a L.A. (Light Album) fu davvero minimo. La sua presenza sul disco si limitò al singolo Good Timin' nel quale probabilmente si occupò di suonare il piano (la traccia era stata composta da lui e dal fratello Carl, ma registrata già quattro anni prima). Anche l'arrangiamento da lui ideato per il brano traditional Shortenin' Bread risaliva a diverso tempo prima.
Sia Baby Blue che Love Surrounds Me erano state registrate originariamente per il progettato secondo album da solista di Dennis Wilson, il mai uscito Bambu. Queste sarebbero state le ultime tracce a vedere la presenza di Dennis Wilson prima della sua morte avvenuta nel 1983.
Lady Lynda, un brano ispirato a Bach, scritto da Al Jardine per sua moglie, e successivamente registrato di nuovo con il titolo cambiato in Lady Liberty dopo il divorzio tra i due, fu un successo da top 10 in Gran Bretagna.
Probabilmente la traccia che più fece discutere i vecchi fan è un rifacimento in chiave "disco" di un brano apparso in precedenza sull'album Wild Honey del 1967, la canzone Here Comes the Night, il cui rifacimento venne molto criticato dai puristi.

### Produzione
Dall'11 gennaio al 22 agosto 1978, i membri della band presero parte ad alcune sessioni presso vari studi di Los Angeles. Nel caso di Dennis, egli era occupato a lavorare al suo progettato secondo album solista, Bambu. Dal 28 agosto al 1º settembre, il gruppo registrò nei Criteria Studios di Miami e successivamente compilò un nastro di materiale per la CBS. Quindi, Walter Yetnikoff e il vicepresidente della CBS Tony Martell visitarono lo studio e gli furono fatte ascoltare le canzoni. Il biografo Carlin scrisse che le sessioni e l'incontro "non andarono bene". Martell ricordò: "Ci sedemmo lì e ascoltammo le canzoni. [...] A un certo punto, la situazione divenne un po' assurda, a causa di quello che avevamo sentito. Ci avevano detto che era uno dei loro migliori lavori... ". L'altra guardia del corpo di Brian, Stan Love, raccontò che quando Yetnikoff ascoltò i nastri, si girò verso il gruppo e disse: «Mi sento preso in giro».

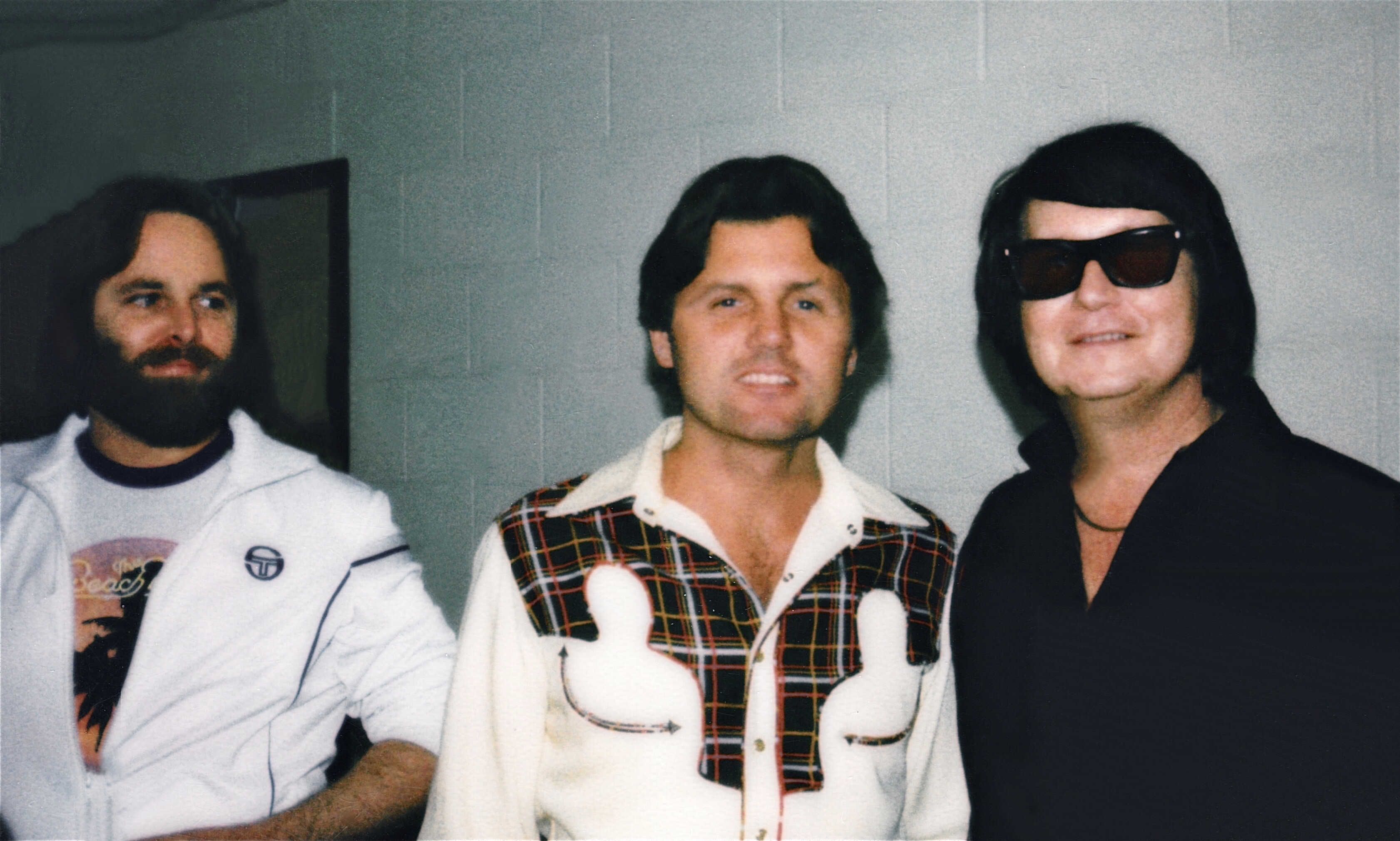
Carl Wilson e Bruce Johnston nel backstage insieme a Roy Orbison, tardo 1979

Il cugino dei fratelli Wilson Steve Korthof ricordò: "Brian era davvero strano allora, molto silenzioso, non parlava molto. Davvero depresso. Credo che si sia semplicemente reso conto che non sarebbe riuscito a recuperare il tempo perso. Alla fine Brian suggerì di coinvolgere nuovamente Bruce Johnston per contribuire alla produzione dell'album." I suoi compagni di band acconsentirono alla proposta, visti i successi di Johnston con la hit del 1975 I Write the Songs. Secondo Gaines, "Quando tutti gli altri tornarono a Los Angeles per continuare a registrare agli Western Studios, Brian voleva rimanere in Florida da solo. Il gruppo concordò sul fatto che fosse fuori questione e lo costrinse a tornare a Los Angeles."
Le sedute ripresero in vari studi di registrazione a partire dal 18 settembre 1978, e si conclusero il 24 gennaio 1979. Brian, che è a malapena presente in L.A., fu ricoverato al Brotzman Memorial Hospital da novembre 1978 all'inizio del 1979 a seguito di un incidente in cui aggredì il suo medico durante una visita. Nella descrizione di Carlin, "se Brian canta una nota in qualsiasi punto dell'album, la sua voce è così in basso sepolta nel mix da essere completamente irriconoscibile."

### Copertina
Nelle note interne, viene spiegato che il titolo L.A. (Light Album) si riferisce "alla consapevolezza e alla presenza di Dio qui in questo mondo come una realtà amorevole e continua". Le iniziali L.A. sono ovviamente anche un riferimento a Los Angeles, città natale della band. Carlin scrisse che il titolo "evoca sia Los Angeles sia la reputazione di lunga data della città come capitale di religioni vagamente New Age".
La copertina presenta un assortimento di illustrazioni disegnate individualmente da Gary Meyer ("The Beach Boys"), Jim Heimann ("Light Album"), Drew Struzan ("Sumahama"), Dave McMacken ("Lady Lynda"), Steve Carver ("Full Sail"), Nick Taggart ("Here Comes the Night"), Howard Carriker ("Angel Come Home"), Peter Green ("Good Timin'"), Neon Park ("Baby Blue"), Blue Beach ("Shortenin' Bread"), Mick Haggerty ("Here Comes the Night") e William Stout ("Goin' South"). Troy Lane è accreditato come "artista di copertina", mentre a Gary Meyer vengono attribuiti la direzione artistica e il design.

## Pubblicazione

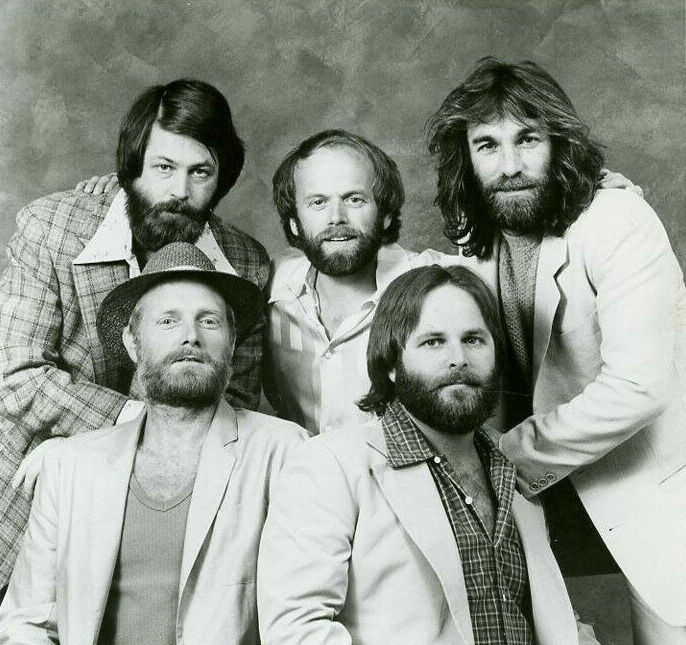
I Beach Boys nel 1979

Il singolo principale Here Comes the Night (lato B Baby Blue) fu pubblicato il 19 febbraio 1979, e raggiunse la posizione numero 44. L.A. (Light Album) uscì il 16 marzo negli Stati Uniti e raggiunse la posizione numero 100. Il mese successivo, Good Timin' (lato B Love Surrounds Me) venne pubblicato come secondo singolo estratto dall'album e raggiunse la numero 40, divenendo il primo successo da Top 40 della band sin da It's OK del 1976. Jon Stebbins ha riassunto questa fase della carriera della band:
In agosto uscì il terzo ed ultimo singolo, Lady Lynda (lato B Full Sail). Non riuscì ad entrare in classifica negli Stati Uniti, ma fu un successo da top 10 in Gran Bretagna.

## Tracce
Lato 1
1. Good Timin' (Brian Wilson/Carl Wilson) - 2:12
2. Lady Lynda (Johann Sebastian Bach/arr. Al Jardine/Ron Altbach) - 3:58
3. Full Sail (C. Wilson/Geoffrey Cushing-Murray) - 2:56
4. Angel Come Home (C. Wilson/Cushing-Murray) - 3:39
5. Love Surrounds Me (D. Wilson/Cushing-Murray) - 3:41
6. Sumahama (Mike Love) - 4:30

Lato 2
1. Here Comes the Night (B. Wilson/Love) - 10:51
2. Baby Blue (D. Wilson/Gregg Jakobson/Karen Lamm) - 3:25
3. Goin' South (C. Wilson/Cushing-Murray) - 3:16
4. Shortenin' Bread (Trad., arr. B. Wilson) - 2:49

## Formazione[19]
The Beach Boys
- Al Jardine – voce e cori; chitarra a 12 corde
- Bruce Johnston – cori; piano Fender Rhodes
- Mike Love – voce e cori
- Brian Wilson – cori; piano; clavicembalo e organo; sintetizzatore Moog
- Carl Wilson – voce e cori; chitarra; Fender Rhodes; pianoforte elettrico Wurlitzer
- Dennis Wilson – voce e cori; sintetizzatore Oberheim; Fender Rhodes e Moog; piano; batteria; percussioni aggiuntive e timpani

Musicisti aggiuntivi
- Michael Andreas – sax
- Ed Carter – chitarra; basso
- Bobby Figueroa – batteria; percussioni; cori
- Billy Hinsche – chitarra
- Mike Meros – Clavinet e Wurlitzer
- Carli Muñoz – piano
- Rod Novak – sax
- Sterling Smith – clavicembalo e possibilmente Fender Rhodes; organo Hammond
- Curt Boettcher – chitarra
- Geoffrey Cushing-Murray – cori
- James William Guercio – basso
- Christine McVie – cori
- Robert Adcock – violoncello
- Murray Adler – violino
- Mike Baird – batteria e percussioni
- Roberleigh Barnhart – violoncello
- Myer Bello – viola
- Arnold Belnick – violino
- Samuel Boghossian – viola
- Jimmy Bond – contrabbasso
- Alfred Breuning – violino
- Verlye Mills Brilhart – arpa
- Joe Chemay – basso
- Ronald Cooper – violoncello (4)
- Isabelle Daskoff – violino
- Jim Decker – corno inglese
- Harold Dicterow – violino
- Earle Dumler – oboe
- Marcia Van Dyke – violino
- Arni Egilsson – contrabbasso
- Jesse Ehrlich – violoncello
- Gene Estes – Clavinet e vibrafono; percussioni
- Bob Esty – sintetizzatore e percussioni
- Victor Feldman – percussioni
- Henry Ferber – violino
- Bernard Fleischer – sax
- Richard Folsom – violino
- Steve Forman – percussioni
- Bryan Garofalo – basso
- James Getzoff – violino
- Harris Goldman – violino
- Anne Goodman – violoncello
- Allan Harshman – viola
- Igor Horoshevsky – violoncello
- Bill House – chitarra
- Harry Hyams – viola
- Dick Hyde – trombone
- William Hymanson – viola
- Raymond Kelley – violoncello
- Jerome Kessler – violoncello
- Chuck Kirkpatrick – chitarra
- William Kurasch – violino
- Bernard Kundell – violino
- Neil LeVang – dobro
- Jeff Legg – chitarra
- Gayle Levant – arpa
- Joel Levin – violoncello
- Marvin Limonick – violino
- Charles Loper – corno inglese
- Edgar Lustgarten – violoncello
- Kathleen Lustgarten – violoncello
- Joy Lyle – violino
- Jimmy Lyon – chitarra solista
- Arthur Maebe – corno inglese
- Gary Mallaber – batteria; timpani; shaker; percussioni
- Peter Mercurio – contrabbasso
- Jay Migliori – flauto
- David Montagu – violino
- Ira Newborn – chitarra
- Michael Nowak – viola
- Brian O’Connor – corno inglese
- Earl Palmer – batteria
- Dennis F. Parker – basso
- Judy Perett – violoncello
- Joel Peskin – sax alto; flauto
- Jack Redmond – corno inglese
- William Reichenbach – corno inglese
- Lyle Ritz – contrabbasso
- Jay Rosen – violino
- Nathan Ross – violino
- David Schwartz – viola
- Fred Selden – sax
- Sid Sharp – violino
- John Philip Shenale – sintetizzatore Oberheim
- Harry Shlutz – violoncello
- Linn Subotnick – viola
- Barbara Thomason – viola
- Wayne Tweed – basso
- Tommy Vig – vibrafono
- Wah Wah Watson – chitarra solista
- Jai Winding – Fender Rhodes
- Herschel Wise – viola
- Tibor Zelig – violino
- Richie Zito – chitarra solista

Crediti
- Produttori: Bruce Johnston/The Beach Boys/Jim Guercio/Curt Becher
- Ingegnere del suono: Bill Fletcher
- Art Director/Designer: Tony Lane
- Fotografie: Ed Roach